# Stigmatea sylvatica
Stigmatea sylvatica är en svampart som beskrevs av Sacc. 1882. Stigmatea sylvatica ingår i släktet Stigmatea, klassen Dothideomycetes, divisionen sporsäcksvampar och riket svampar.   Inga underarter finns listade i Catalogue of Life.